# نجات رحیموف
نجات رحیموف (انگلیسی: Nijat Rahimov، زاده ۱۳ اوت ۱۹۹۳) وزنه‌بردار اهل کشور جمهوری آذربایجان و قزاقستان است.
از افتخارات وی میتوان به کسب مدال طلا وزن ۷۷ کیلوگرم مسابقات قهرمانی وزنه‌برداری جهان ۲۰۱۵ به نمایندگی کشور قزاقستان را کسب کند، وی پیش از این وزنه‌بردار کشور جمهوری آذربایجان بوده است.